# Santa María de la Isla
Santa María de la Isla es un municipio y lugar español de la provincia de León, en la comunidad autónoma de Castilla y León. Cuenta con una población de 443 habitantes (INE 2024). El municipio está situado en la vega del río Tuerto. Las actividades económicas principales son la agricultura de regadío, la ganadería y algunas empresas de tipo familiar en el sector terciario. Las localidades del municipio disponen de instalaciones deportivas y zonas de recreo.

## Geografía
Forma parte de la comarca de Vega del Tuerto, situándose a 44 kilómetros de la capital leonesa. Su término municipal está atravesado por la autovía del Noroeste en el pK 310.
El relieve del municipio está caracterizado por la vega del río Tuerto, que cruza el territorio de norte a sur poco antes de desembocar en el río Órbigo. Se trata de un terreno muy llano con muchos canales para el regadío. El pueblo se alza a 787 metros sobre el nivel del mar. 
| Noroeste: Riego de la Vega         | Norte: San Cristóbal de la Polantera | Noreste: San Cristóbal de la Polantera                |
| Oeste: Riego de la Vega            |                                      | Este: San Cristóbal de la Polantera y Soto de la Vega |
| Suroeste: Palacios de la Valduerna | Sur: Palacios de la Valduerna        | Sureste: Soto de la Vega                              |

Santa María se distribuye linealmente a lo largo de la carretera, extendiéndose casi paralela en su parte central al río Tuerto. De sus aguas surge su principal actividad económica, la agricultura de regadío. Su iglesia parroquial, de sólidos muros de piedra y ladrillo, es el edificio monumental más importante de la localidad.
El barrio de arriba se corresponde con el antiguo San Martín (durante una época tuvo ermita propia). Este barrio está situado en la orilla del río Tuerto. El barrio del medio, también conocido como "barromedio" se sitúa entre el barrio de arriba y el de abajo. Es una calle larga perpendicular al río. En uno de sus extremos se sitúa el puente y en el otro el cementerio. Por último está el barrio de abajo, el barrio más grande del pueblo. En este barrio se encuentra la Plaza Mayor en la que hay varios abetos de gran altura, así como un parque infantil. En la Plaza Mayor es donde se suelen celebrar las fiestas del pueblo. A las afueras del pueblo se sitúa el polideportivo municipal.

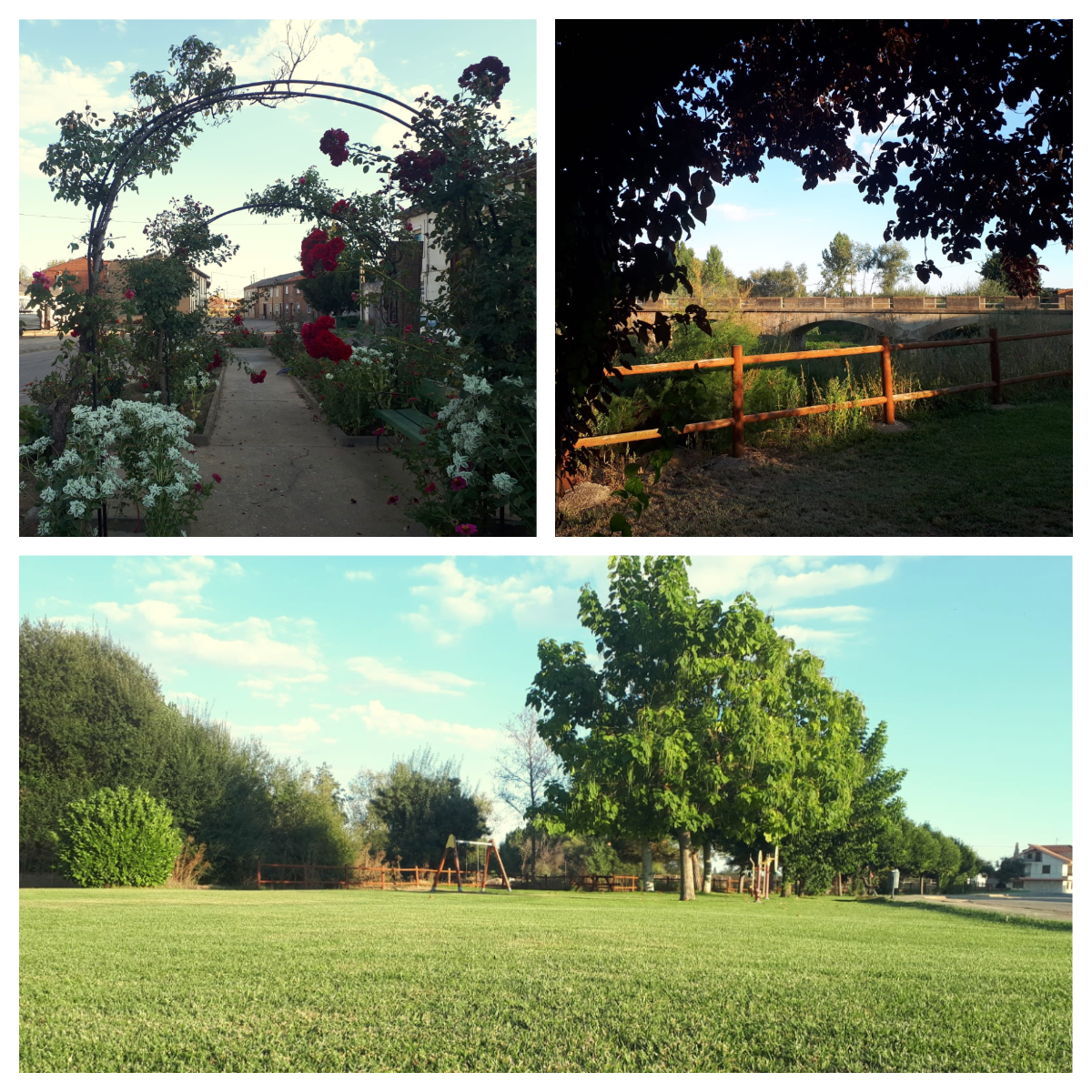
Parques en Santa María de la Isla
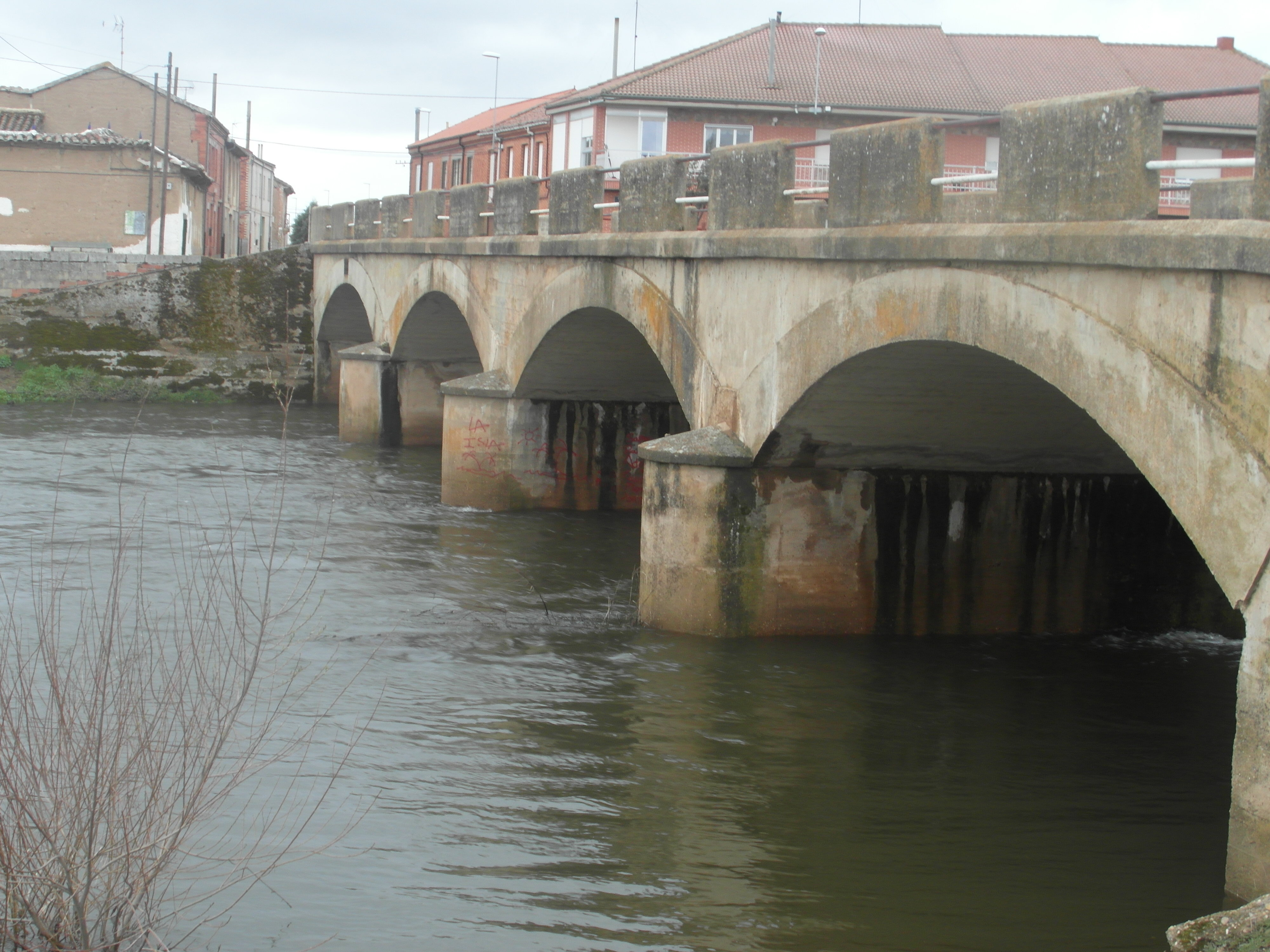
Puente sobre el río Tuerto
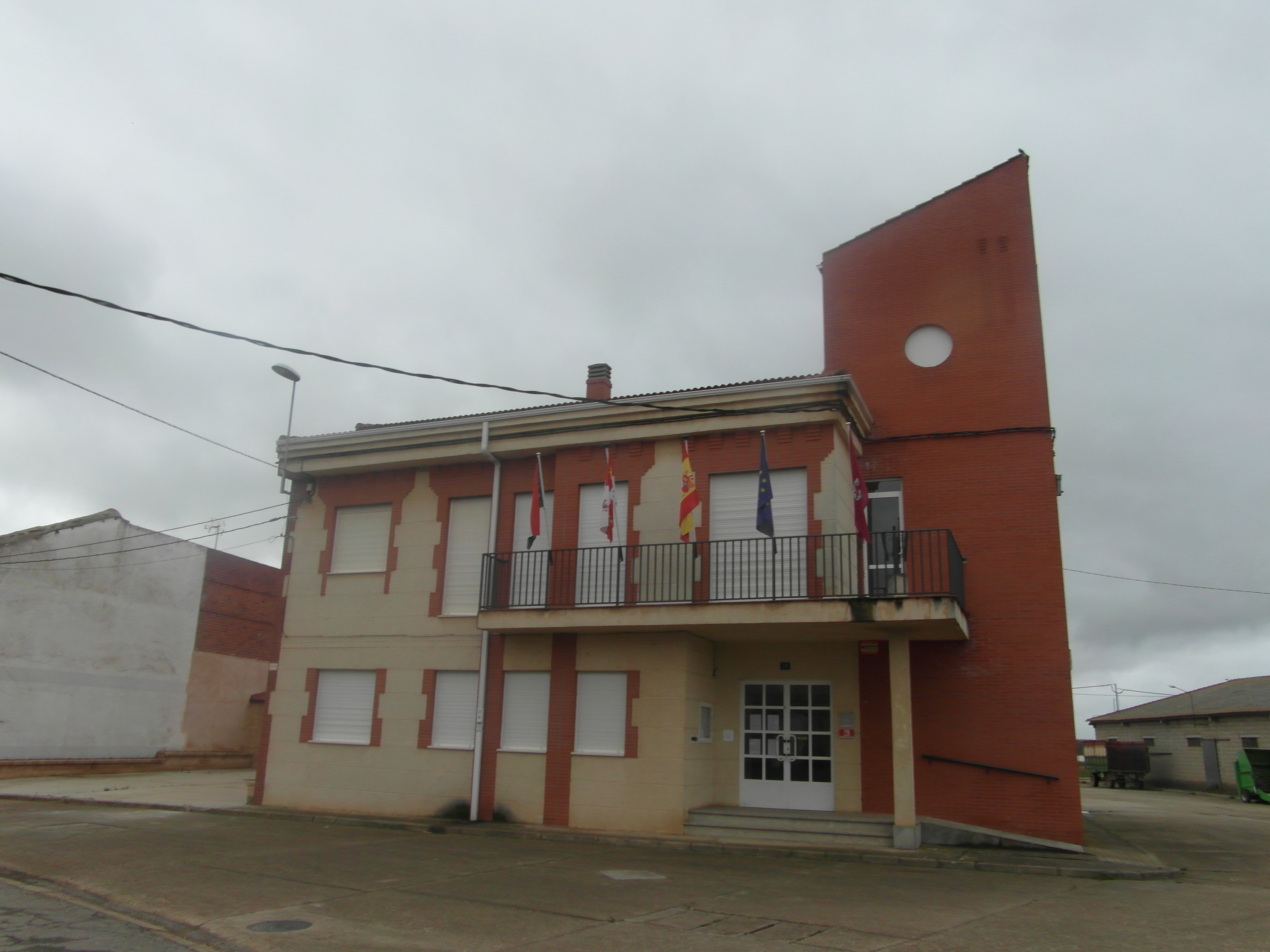
Casa consistorial
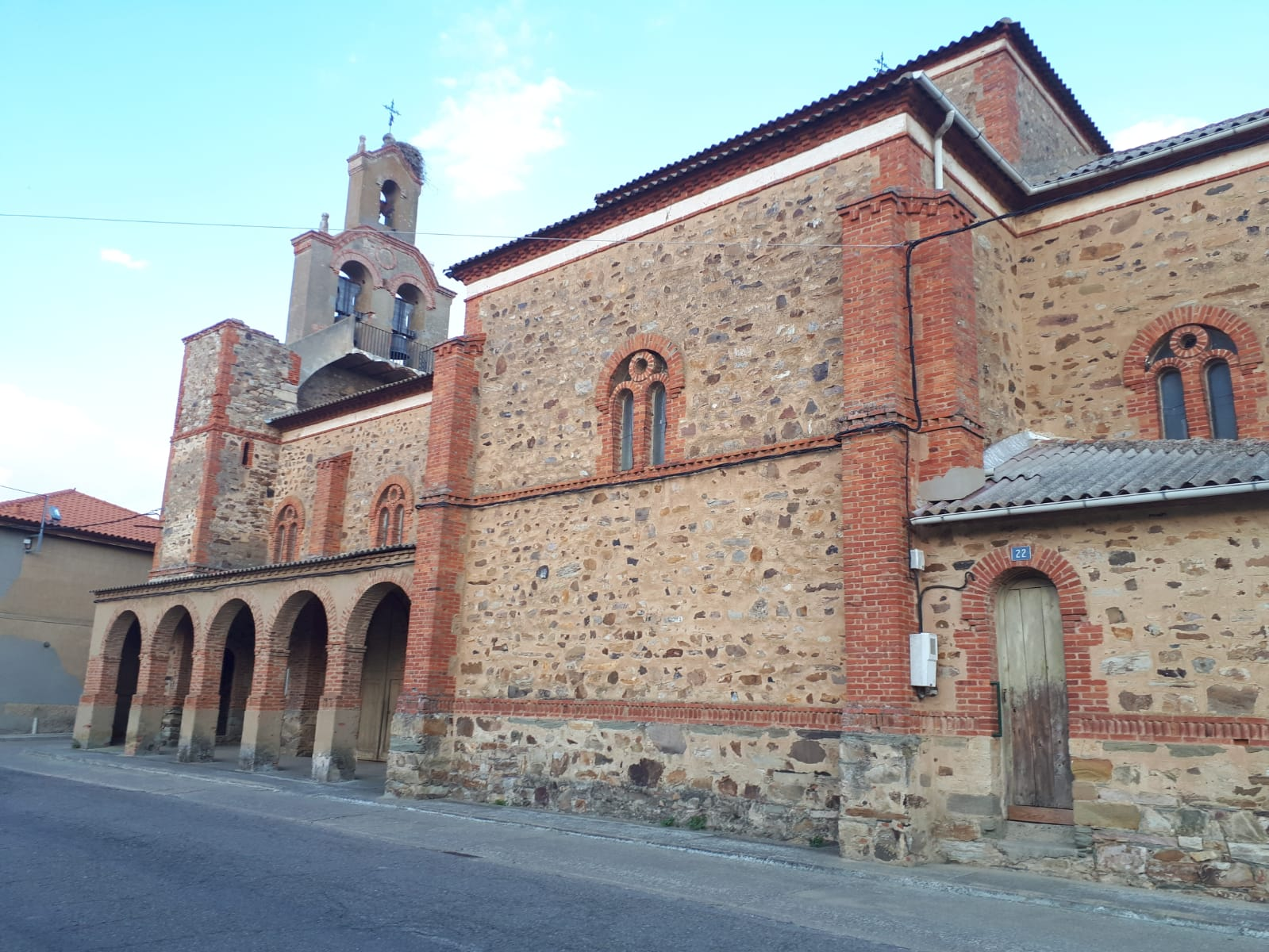
Iglesia

## Historia
En el siglo XI, es cuando aparecen algunos documentos sobre el pueblo. Primero surge San Martín por el año 1095 y luego La Isla. Estos pueblos surgen a la vez que otros de alrededor por una repoblación llevada a cabo por los reyes de León sobre todo por Alfonso V quien impulsa la recuperación y repoblación de estas tierras.
La repoblación de estas tierras es llevada a cabo en un intento de recuperar las tierras agrícolas de un núcleo pequeño de población de origen romano. Son gente de la montaña, de la zona del Bierzo, quien con el apoyo de los reyes de León, les animan para que se asienten es dichas zonas, con una serie de condiciones para lo cual les dan unos fueros. Primero deben delimitar un territorio y organizar un gobierno con un marco legislativo y unas normas que pasan de padres a hijos. Les dan libertad a los vecinos para organizar la comunidad, lo que se denomina Concilio Vecinal (concejo de vecinos) y les respetan la propiedad a cambio de pagar los impuestos al Rey. Así es como surgen estos pequeños pueblos. El primer censo que se conoce es de finales del siglo XVI (1591). La parroquia más antigua es la de San Martín allá por 1095 para surgir luego la de La Isla; tenían entre 50 o 60 vecinos. Estas parroquias (sobre el siglo XI-XII) estaban rodeadas de agua (era zona pantanosa), de ahí el nombre de La Isla. San Martín desaparece con la peste del siglo XVI manteniéndose la parroquia un tiempo, para luego pasar a la de La Isla. A finales del siglo XVII hay una crisis económica de producción y precios quedando el pueblo solo con 18 vecinos. Va a pasar casi un siglo para que se reponga. Es a mediados del siglo XVII o finales del XVIII cuando como producto de una etapa muy importante empieza a recuperarse y ya se contabilizan 93 vecinos. El pueblo se organizaba través del Concejo de Vecinos que fue el órgano de gobierno durante diez siglos aunque hubo intentos de suprimir estos concejos; el primero de ellos fue cuando sobre estos pueblos Enrique II le dio jurisdicción a unos Señores que venían de Navarra cuyo apellido era Bazán; el Rey les nombra como Señores de estos territorios; lo que hacían estos Señores era nombrar a un Corregidor que era un juez ordinario que gobernaba estos territorios. En 1752 el catastro contaba con un terreno de 7305 heminas, de las cuales 275 eran comunales de pradera, un 20 % era regadío sobre todo de trigo y lino y el resto era centeno. Hasta el siglo XIX se mantienen este tipo de cultivos. A partir del siglo XX surgen nuevos cultivos: los dobles tipos de trigo, cebada de ciclo corto, alubias, remolacha etc. Con el cultivo de la remolacha desaparece el lino que fue el sustento de la economía. A partir de aquí surgen nuevos cambios los cuales casi todos conocemos ya que se trata de nuestro tiempo. La Concentración Parcelaria durante los años 1968-1970 dio un vuelco grandísimo a la economía del pueblo. Actualmente se necesita otra reforma, bien sea agraria o de cultivos, alternativa debido al alto coste que cuesta producir los actuales.

## Demografía
Cuenta con una población de 443 habitantes (INE 2024).
| Gráfica de evolución demográfica de Santa María de la Isla entre 1857 y 2021 |
| |
| Población de derecho según los censos de población del INE. Población de hecho según los censos de población del INE. En 1857 aparece este municipio porque se segrega de San Cristóbal de la Polantera. |

## Símbolos
Escudo
El tercio superior de gules (rojo) representa el color característico de la región, la faja ondada de azul (azul) representa al río Tuerto que atraviesa este municipio, el color sinople (verde) del tercio inferior representa La Vega de las tierras del municipio, y el círculo de doce estrellas de plata es un símbolo mariano.
Bandera
La bandera es rectangular de proporciones 2:3 y formada por tres franjas horizontales de iguales proporciones. Roja la superior, blanca la central y verde la inferior. Al asta lleva un trapecio azul con doce estrellas blancas de cinco puntas, dispuestas en círculo. La bandera tiene forma rectangular por cuestiones estéticas, para que tenga la misma forma que la bandera de España y la de Castilla y León, con las que deberá ondear en toda ocasión. Se recogen en ella los colores del escudo municipal y los de los actuales pendones de las dos localidades del municipio (rojo, blanco y verde).